# Cerotainia violaceithorax
Cerotainia violaceithorax är en tvåvingeart som beskrevs av Lynch Arribalzaga 1880. Cerotainia violaceithorax ingår i släktet Cerotainia och familjen rovflugor. Inga underarter finns listade i Catalogue of Life.